# یورقون‌آباد علیا
یورقون آبادعلیا، روستایی است از توابع بخش مرکزی شهرستان ارومیه استان آذربایجان غربی ایران.

## جمعیت
این روستا در دهستان باش‌قلعه قرار داشته و بر اساس سرشماری سال ۱۳۸۵ جمعیت آن ۴۰۸ نفر (۱۱۰ خانوار)
بوده‌است.